# NTERA-2
NTERA-2（也稱為NTERA2/D1、NTERA2、NT2）是應用於科研用途的人類胚胎性癌細胞系，最初NTERA-2是從一名22歲男性原發性睾丸癌患者中分離出來的，然後將腫瘤異種移植到小鼠上，再進行克隆。

## 特徵
NTERA-2細胞具有類似於早期胚胎細胞的生化和發育特性，可用於研究人類神經發生的早期階段。 這些細胞顯示出較高的核質比、突出的核仁和醣脂抗原SSEA-3的表達。 它們對常在神經上皮前體細胞中發現的巢蛋白及波形蛋白，以及常在人類神經上皮細胞中表達的微管相關蛋白呈陽性反應。同時，NTERA-2細胞也在細胞質內積累着糖原。
當NTERA-2細胞暴露於視黃酸時，會發生細胞分化並失去SSEA-3的表達，而分化是通過自我更新 （一種不對稱的細胞分裂）產生了神經元。這些細胞形成相互連接的軸突網絡，並且表達膠質纖維酸性蛋白（一種神經前體標誌物）、破傷風痙攣毒素受體和神經纖維絲蛋白。暴露於視黃酸的10-14天後，NTERA-2細胞開始呈現神經元的形態特徵，例如圓形的胞體。NTERA-2細胞也可以產生少量的寡突膠質細胞型細胞，但是不能分化為星形膠質細胞。

## 科研用途
NTERA-2細胞因與人類胚胎幹細胞相似而被用於研究神經元前體細胞的多巴胺能分化 （dopaminergic differentiation），還被提議作為神經毒性的體外測試系統。

## 外部連結
- Cellosaurus entry for NTERA-2（页面存档备份，存于）